# Coroação de Vitória do Reino Unido
A coroação da rainha Vitória ocorreu em 28 de junho de 1838, pouco mais de um ano depois de suceder ao trono do Reino Unido aos 18 anos. A procissão de e para a cerimônia na Abadia de Westminster foi testemunhada por multidões sem precedentes, como as novas ferrovias facilitaram que cerca de 400.000 chegassem a Londres do resto do país.
A cerimônia custou £ 79.000, superando os £ 30.000 gastos em seu tio e antecessor, William IV, em 1831, mas foi muito menor do que os £ 240.000 pagos pela grandiosa coroação de seu irmão Jorge IV em 1821. A coroação de William IV tinha estabeleceu muito do que resta hoje a pompa do evento, que anteriormente envolvia cerimônias no Westminster Hall (agora anexo às Casas do Parlamento) antes de uma procissão a pé através da estrada até a Abadia. Essa forma foi substituída por uma procissão pelas ruas com o novo monarca no Treinador ou Coronation Coach do Estado Dourado, datado de 1762 e ainda usado em coroações, com muitos outros treinadores e uma escolta de cavalaria.
A procissão por treinador de 1831 foi novamente adotada em 1838 e tem sido seguida em todas as coroações subseqüentes. O caminho da estrada foi estendido para permitir mais espectadores, tomando uma rota quase circular da nova casa da Rainha no recém-concluído Palácio de Buckingham via Hyde Park Corner, Picadilly, St. James Street, Pall Mall, Charing Cross e Whitehall. O orçamento enfatizava a procissão e não havia banquete de coroação; de acordo com The Gentleman's Magazine, foi a maior procissão de coroação desde a de Carlos II em 1660. O tempo estava bom e o dia foi geralmente considerado um grande sucesso pela imprensa e público em geral, embora os que estavam dentro da Abadia testemunhassem uma série de contratempos e confusão, e houve oposição radical, especialmente no norte da Inglaterra.

## Cerimônia

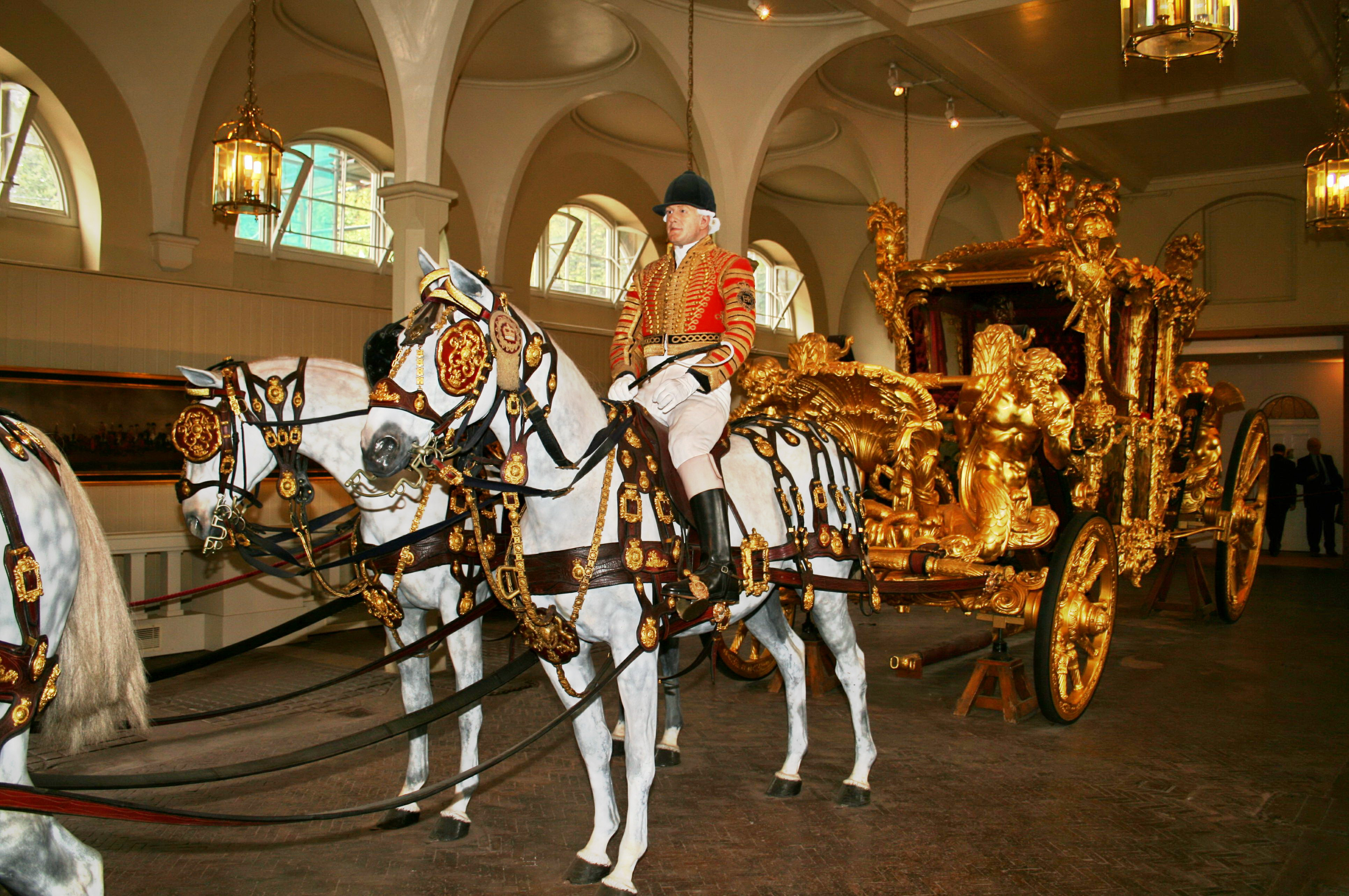
A tradicional carruagem Gold State Coach, tracionada por oito cavalos em quatro pares, atualmente preservada na The Royal Mews.

Segundo o historiador Roy Strong, "a cerimônia de 1838 foi a última das coroações mal feitas", antes que os historiadores vitorianos elaborassem um programa mais típico das coroações medievais, usado desde a época de Eduardo VII em 1902. O ritual pitoresco do Campeão da Rainha cavalgando pelo Westminster Hall de armadura completa e emitindo seu desafio foi omitido e nunca foi revivido; o campeão, Henry Dymoke, foi feito um baronete em vez disso. Houve muito pouco ensaio, embora a rainha tenha sido persuadida por lorde Melbourne, o primeiro-ministro, a visitar a abadia na noite anterior. Vários membros da congregação relataram que, nas palavras de Benjamin Disraeli, aqueles com partes para interpretar "estavam sempre em dúvida sobre o que viria a seguir, e vocês viram a falta de ensaio".
Como de costume, foram erguidas galerias especiais para acomodar os convidados, e a música veio de uma orquestra de 80 jogadores, um total de 157 cantores e várias bandas militares nas procissões de e para a Abadia.
Todo o serviço de coroação durou cinco horas e envolveu duas mudanças de roupa para a rainha. Em pontos no serviço, quando não eram necessários no Teatro de Coroação (composto do pavimento em frente ao altar principal e a travessia), a festa real recuou para a "Capela de Santo Eduardo Eduardo, como é chamada; mas que como Ld Melbourne disse , era mais diferente de uma capela, do que qualquer coisa que ele já tivesse visto, pois o que era chamado de altar era coberto com pratos de sanduíches, garrafas de vinho, etc.
Um acidente que se transformou em vantagem da Rainha é descrito em seu diário: "O pobre e velho Ld Rolls (na verdade, Lorde Rolle), que tem 82 anos, e terrivelmente fracos, caiu, tentando subir os degraus - rolou para baixo, mas Não foi o menos ferido. Quando ele tentou subir novamente os degraus, eu avancei para a borda, a fim de evitar outra queda ".
A reação do diarista Charles Greville, presente, era típica do público em geral:
"[Lord Rolle] caiu enquanto subia os degraus do trono. Seu primeiro impulso foi levantar-se e, quando depois voltou para fazer uma homenagem, ela disse:" Posso não me levantar e encontrá-lo? ergueu-se do trono e avançou um ou dois dos degraus para impedir sua vinda, um ato de graça e gentileza que fez uma grande sensação: é, de fato, a notável união da ingenuidade, da bondade, da natureza, da boa natureza, com decoro e dignidade, o que a torna tão admirável e tão carinhosa com aqueles sobre ela, como ela certamente é ".
O incidente foi feito no momento representado por John Martin em sua grande pintura da cerimônia, e também está incluído no poema de Richard Harris Barham, o relato da Coroação de Barney Maguire:
Então as trombetas zurravam e o órgão tocando

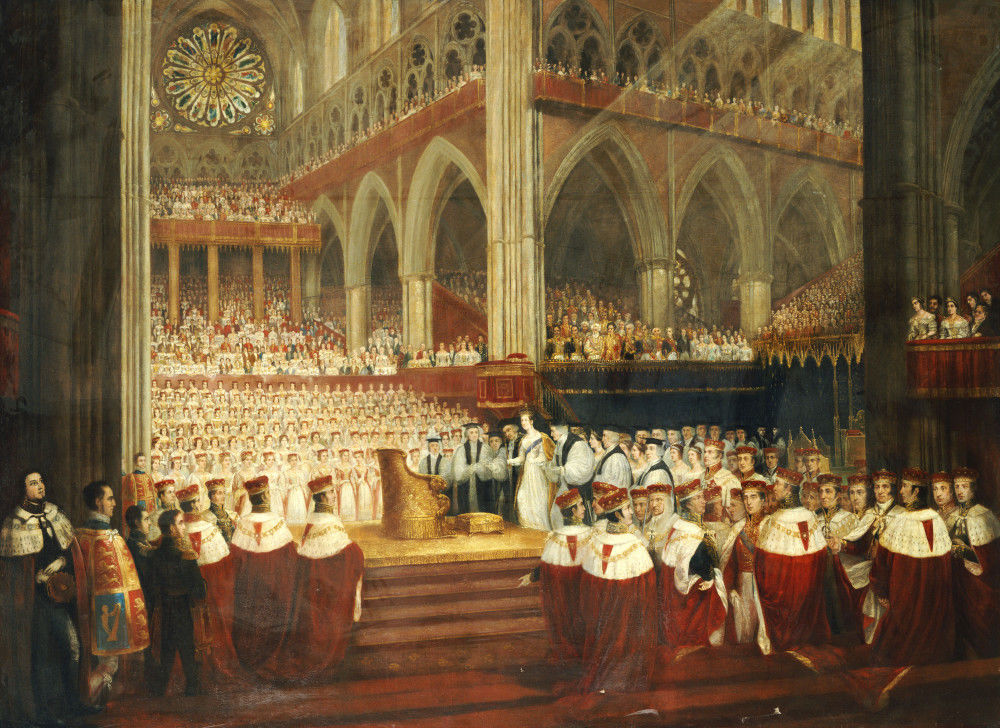
Coroação da Rainha Vitória, por Edmund Thomas Parris (óleo sobre tela, 1838).

E os doces trombones, com seus tons prateados;
Mas Lorde Rolle estava rolando; era muito consolador
Pensar que seu senhorio não quebrou seus ossos!
No final do culto, o Tesoureiro da Casa jogou medalhas de coroação de prata na multidão, causando uma disputa indigna pelas lembranças.

### Música
A qualidade da música de coroação não fez nada para dissipar a impressão sem brilho da cerimônia. A música foi dirigida por Sir George Smart, que tentou conduzir e tocar o órgão simultaneamente; o resultado foi menos que efetivo. As fanfarras de Smart para os Trompetistas do Estado foram descritas como "uma mistura estranha de combinações estranhas" por um jornalista. Smart tentara melhorar a qualidade do coral, contratando solistas profissionais; ele gastou em todas as 1.500 libras, incluindo sua própria taxa de £ 300; em contraste, o orçamento para a música muito mais elaborada na coroação de Eduardo VII em 1902 era de mil libras.
Thomas Attwood estava trabalhando em um novo hino de coroação, mas morreu três meses antes do evento e nunca foi completado. O idoso mestre do rei Musick, Franz Cramer, nada contribuiu; levando o Spectator a reclamar que Cramer tinha sido permitido "proclamar ao mundo sua incapacidade de cumprir o primeiro e o mais grato dever de seu ofício - a composição de um Hino da Coroação". Embora William Knyvett tivesse escrito um hino; Este é o dia que o Senhor fez, havia uma grande confiança na música de Georg Friedrich Händel; nada menos que quatro de suas obras, incluindo o famoso refrão aleluia - a única vez em que foi cantada em uma coroação britânica.
Nem todo mundo era crítico, no entanto, o bispo de Rochester escreveu que a música "era tudo o que não era em 1831. Foi impressionante e obrigou a todos a perceber que eles estavam participando de um serviço religioso - não apenas em um concurso".

## Conta da rainha Vitória

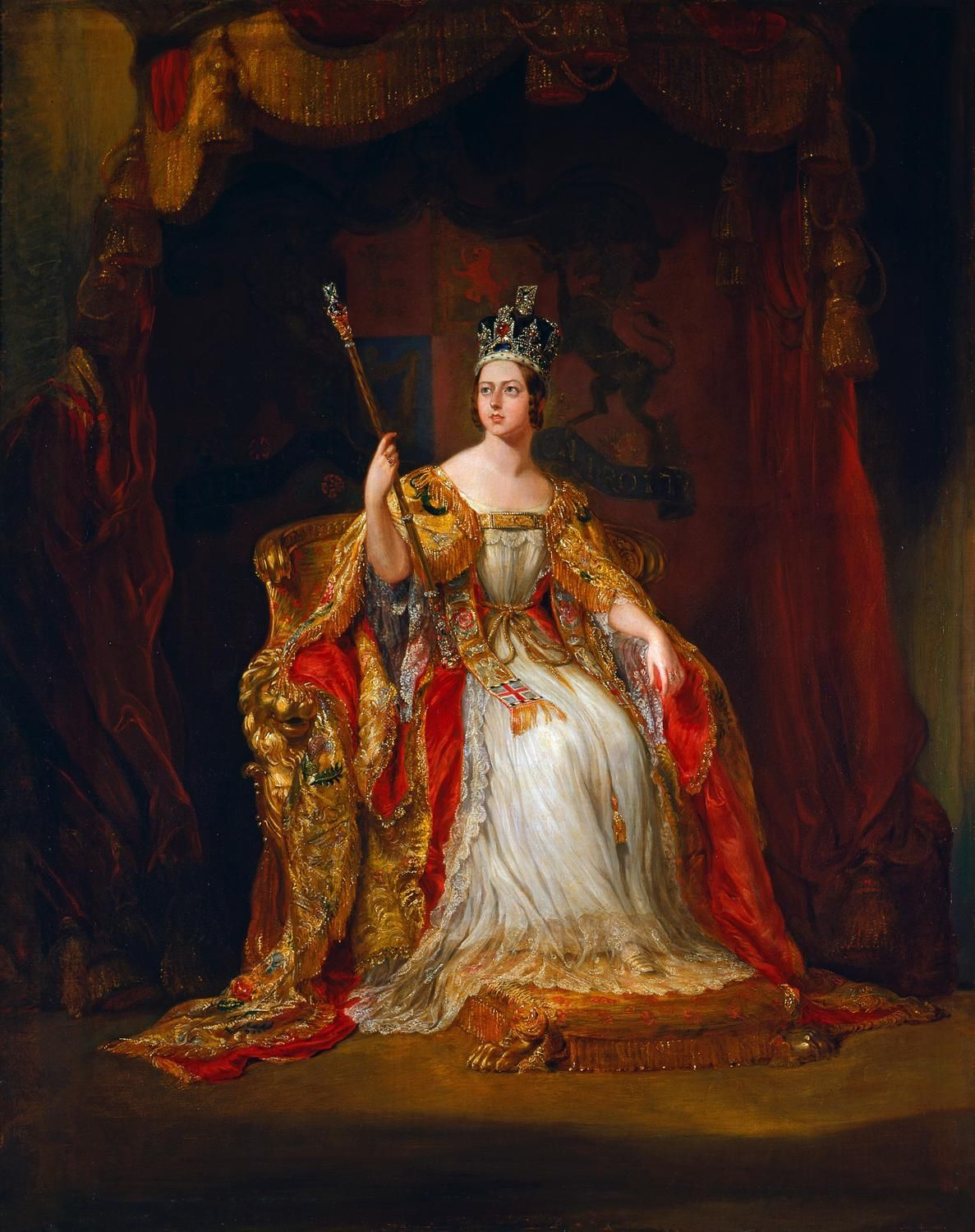
Retrato de coroação da Rainha Vitória, por Sir George Hayter (óleo sobre tela, c. 1840).

A nova rainha escreveu um relato muito completo dos eventos em seus diários, de onde vêm esses extratos (removendo as menções de suas relações e outras que ocupam boa parte do relato):
. "No ¼ p 4 Fui com Lady Lansdowne, Ly Barham & Ld Conyngham & Col: Wemyss, a Abadia de Westminster, onde o DSS de Sutherland me encontrou, para ver todos os preparativos para amanhã As ruas estavam cheias de pessoas e lá. Foram preparativos de todos os tipos, fui recebido na Abadia por Ld Melbourne, o Duque de Norfolk, Sir William Woods e Sir Benjamin Stevenson, Todos os arranjos são esplendidamente e muito convenientemente realizados Ld M. me fez experimentar os 2 Thrones, que foi muito feliz, como ambos eram muito baixos, chegou em casa às 5, - grandes multidões nas ruas, e tudo, tão amigável.Os preparativos para feiras, balões, & c - nos parques muda bastante o aspecto do lugar, "Os acampamentos da artilharia, com todas as suas tendas brancas, tiveram um efeito muito bonito. Estou muito feliz por ter ido à Abadia, pois agora sei exatamente para onde devo ir e o que tenho que fazer, etc." ...
"Nós [Lord Melbourne] conversamos por muito tempo sobre a coroação e tudo o que eu tive que fazer. Eu disse que me sentia muito agitada e como se algo terrível acontecesse comigo amanhã, no qual ele sorriu Spoke of the Bishops, & O bispo de Durham é tão extraordinariamente desajeitado que M. disse: "Ele é muito desorientado em todas essas coisas", acrescentando, ao falar da coroação: "Oh! você vai gostar quando estiver lá. Observei que estava feliz em pensar que ele estaria perto de mim, pois sempre me senti muito mais seguro. Acordei às 4 horas com as armas no parque e não pude dormir muito depois, conta do barulho do povo, Bandas, & c. Levantei-me às 7, sentindo-me forte e bem. O Parque apresentou um espetáculo curioso - multidões de pessoas em Constitution Hill - soldados, bandas, etc. "..." Foi um belo dia, e as multidões de pessoas excederam o que eu já vi, sendo ainda muito maior do que quando eu fui para a cidade. Havia milhões de meus súditos leais, reunidos em todos os lugares, para testemunhar a Procissão. Seu bom humor e lealdade excessiva era tudo. Eu realmente não posso dizer o quão orgulhoso eu me sentia de ser a Rainha de tal nação. Fiquei alarmado às vezes por medo de que as pessoas fossem esmagadas, em conseqüência da tremenda pressa e pressão. Alcançou o Abby um pouco depois de ½ p. 11, em meio a aplausos ensurdecedores. Primeiro entrou em uma sala robing, muito perto da entrada, onde eu conheci o meu 8 Trem Portadores: Ly Caroline Lennox, Ly Adelaide Paget, Ly Mary Talbot, Ly Fanny Cowper, Ly Wilhelmina Stanhope, Ly Anne Fitzwilliam, Ly Mary Grimston & Lady Louisa Jenkinson, todas vestidas da mesma maneira e lindamente, em cetim branco e tecido prateado, com grinaldas de triguetas prateadas na frente de seus cabelos e pequenas rosas cor-de-rosa, em volta da trança, atrás. Havia também enfeites de rosas cor-de-rosa na cômoda. ... "
"Então segui todas as várias cerimônias, terminando com a Coroa sendo colocada na minha cabeça, o que eu devo possuir foi o momento mais bonito e impressionante. Todos os Pares e Irmãs colocaram suas coronetas, no mesmo instante. Meu excelente Ld Melbourne, que Fiquei muito perto de mim durante toda a cerimônia foi bastante superado neste momento, e me deu uma espécie de, e posso dizer, olhar paterno Os gritos, que eram muito grandes, os tambores, as trombetas, o disparo das armas , Tudo no mesmo momento, tornou o espetáculo mais imponente. "... 
"O arcebispo tinha (mais desajeitadamente) colocado o anel no dedo errado, a conseqüência foi que eu tive a maior dificuldade em tirá-lo novamente, o que eu finalmente consegui fazer, mas não sem muita dor. Todos os meus portadores de trem pareciam Em cerca de ½ p. 4, entrei no Treinador Estadual, com a coroa na cabeça e o Sceptre & Orb em minhas mãos, e procedemos da mesma forma como viemos, a multidão, se possível, se tornou ainda maior. demonstrações de entusiasmo carinho, e lealdade foram realmente tocantes e nunca deve lembrar este dia como o mais orgulhoso da minha vida, cheguei em casa um pouco depois das 6, realmente não me sentindo muito cansado - Às 8 jantamos, além de nós 13, meu tio , irmã e irmão Spëth e os senhores alemães, - meu excelente jantar em Melbourne e Ld Surry ".
Depois do jantar, ela assistiu aos fogos de artifício no Green Park e não tomou café da manhã até as 11h30 do dia seguinte, quando visitou a Feira de Coroação em Hyde Park, com uma grande bola no dia 2 de julho.

## Controvérsias políticas
A coroação atraiu críticas consideráveis de oponentes do governo Whig, tanto da visão tory quanto da radical Radical. As objeções dos Tory, feitas principalmente de antemão, eram que os planos do governo de colocar grande parte dos gastos na longa procissão pública prejudicaram a dignidade tradicional das cerimônias em Westminster, que seria "desprovida de majestade pelo utilitarismo benthamita". A esquerda radical, incluindo o movimento cartista, considerou a ocasião inteira demasiado cara; muitos se opuseram à continuação da monarquia completamente. Por diferentes razões, tanto os tories como os radicais se opuseram ao esforço do governo para transformar o dia em uma celebração popular, vista pelo público o mais amplo possível.
A identificação do novo monarca com o partido Whig seria um problema para a parte inicial de seu reinado, levando à chamada Crise do Bedchamber em 1839 sobre quais eram então as nomeações políticas de suas Damas de Honra. Em 1837, a adesão de um novo monarca ainda desencadeou automaticamente a dissolução do Parlamento e uma eleição geral, que havia ocorrido em 1837, e retornou ao poder o governo Whig existente sob Lord Melbourne. O partido Whig havia explorado o nome de Vitória em sua campanha eleitoral, sugerindo que um monarca de uma nova geração significaria inevitavelmente o progresso da reforma. Guilherme IV e sua esposa, Adelaide de Saxe-Meiningen, tinham fortes simpatias conservadoras, enquanto a mãe e o homônimo de Vitória eram conhecidos por favorecer os whigs. Assumiu-se, até certo ponto, que a rainha Vitória tinha sido criada para ter opiniões semelhantes, o que se refletiu em baladas populares vendidas nas ruas, uma das quais dizia a Vitória:

Vou fazer algumas alterações
Eu vou ganhar as pessoas certas,
Eu terei um Parlamento radical
Ou eles não se hospedam aqui esta noite.
Embora isso fosse uma distorção selvagem das visões políticas de Vitória, era apenas um exagero de quais partes da campanha Whig haviam implicado. Além disso, Vitória gostava muito de Lord Melbourne, que era uma figura paterna para ela (seu próprio pai morrera em 1820, quando ela tinha menos de um ano de idade), e era amplamente sabido que ela confiava muito em seu conselho.
A campanha de protesto do Tory incluiu várias reuniões públicas e uma carta aberta do Marquês de Londonderry para o Lord Mayor de Londres e os vereadores e comerciantes, publicada no The Times em 2 de junho. Isso culminou no discurso de Londonderry na Câmara dos Lordes em uma moção pedindo à Rainha que adiasse a coroação até 1º de agosto para que ela pudesse ser realizada com o devido esplendor.
A esquerda Radical, cuja imprensa reclamou da despesa no período que antecedeu o dia, concentrou-se em tentar reduzir o entusiasmo do público. Esses esforços tiveram algum sucesso no norte da Inglaterra. Em Manchester, uma campanha organizada por sindicatos e outros grupos reduziu a participação na procissão local organizada pelo conselho da cidade para um terço da participação da coroação anterior. Os radicais tinham um simpatizante dentro da abadia, Harriet Martineau, que registrou sua visão muito cética do dia. Embora tenha registrado alguns comentários favoráveis, no geral, considerou a cerimônia "altamente bárbara", "digna apenas dos velhos tempos faraônicos no Egito" e "ofensiva ... ao Deus do século XIX no mundo ocidental". Em Manchester e outras cidades industriais do norte da Inglaterra, houve manifestações anti-monarquistas coordenadas pelos cartistas.
Mas para a maior parte do país o dia foi uma celebração sem muitos questionamentos, com eventos como uma refeição ao ar livre para 15.000 pessoas no Parker's Piece em Cambridge.

## Coroas e vestes de coroação

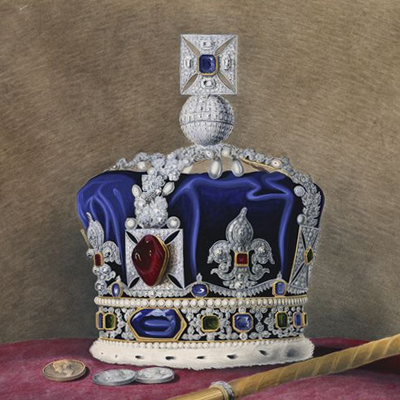
A antiga Coroa Imperial de Estado, que foi desfigurada após um dos súditos de Vitória deixar cair em uma abertura do parlamento. A coroa foi substituída pela Pequena Coroa de Diamantes de Vitória.

Vitória foi coroada com uma nova Coroa do Estado Imperial feita para ela pelos Joalheiros da Coroa, Rundell e Bridge, com 3.093 gemas, incluindo o Ruby (um espinélio) do Príncipe Negro, colocado na pátea da frente; a cruz no topo foi fixada com uma pedra conhecida como Sapphire de S. Eduardo, uma safira retirada do anel (ou possivelmente de uma coroa) de Eduardo, o Confessor. Todas as pedras foram removidas e a moldura dourada vazia está em exposição na Torre Martin, na Torre de Londres.
Como Eduardo VII foi mais tarde, ela julgou a habitual Coroa de Santo Eduardo muito pesada. A coroa ainda existe, mas foi despojada de suas jóias; uma versão nova e mais leve foi feita em 1937 e foi usada por vários monarcas em procissões pelo técnico. O Diadema do Estado de Jorge IV foi usado pela Rainha na procissão de retorno.
As vestes de coroação de Vitória permanecem na Royal Collection e são mantidas no Palácio de Kensington com os outros itens em sua coleção de roupas históricas, apesar de normalmente não estarem em exibição, como o vestido de casamento dela tem sido. Eles são relatados como estando em excelentes condições. Vitória as usou novamente em um retrato de Franz Xaver Winterhalter em 1859, e em seu Jubileu de Ouro em 1887. Uma estátua de mármore que a exibia em 1838 foi colocada em Kensington Gardens, perto do Palácio de Kensington.